# I gult och blått
I gult och blått är en svensk komedifilm från 1942 om fotboll. Elof Ahrle skrev manus, regisserade och spelade även huvudrollen som fotbollstränare. En detalj är att Gustaf V med familj samt Per Albin Hansson är inklippta i samband med en landslagsmatch. Även Julia Caesar och John Botvid medverkade.

## Om filmen
Som förlaga har filmen Carl-Adam Nycops roman I skottlinjen som kom ut 1938 och berättade i mer eller mindre beslöjad form om dåtida avarter inom den svenska fotbollsvärlden. 
Den stora matchen i filmens final var höstens svensk-danska landskamp, som ägde rum 4 oktober 1942 på Råsundastadion i Solna och vanns av Sverige med 2-1. Fotbollslegenden Gunnar Nordahl slog in det vinnande målet i landskampen men i filmen slutade det oavgjort eftersom man inte ville förnedra grannlandet Danmark som var ockuperat av nazister.
Filmen premiärvisades på biograf Royal i Halmstad 14 november 1942.

## Rollista i urval
- Elof Ahrle - Loffe Nilsson, lagledare för BK Stella
- John Botvid - Niklas Pettersson, BK Stellas supporter
- Julia Cæsar - Jullan
- Gösta Cederlund - direktör Brenner
- Kaj Hjelm - Sigge Jonsson, springpojke
- Christian Bratt - Erik "Jerka" Brenner, direktör Brenners son
- Inga-Bodil Vetterlund - Greta
- Einar Axelsson - Jerry Landén, lagledare för Sparta
- Ann-Margret Bergendahl - Britta, Eriks fästmö
- Agda Helin - fru Brenner, Eriks mor
- Curt Siwers - Vicke, Landéns kamrat
- Naemi Briese - servitris på Sportkaféet
- Artur Rolén - en av BK Stellas supperters
- Åke Uppström - Julle, spelare för BK Stella
- Ulf Qvarsebo - Svenne, springpojke

## Musik i filmen
- Bliv för evigt min, kompositör och text  Arthur Österwall, Seymour Österwall och Miff Görling, instrumental.
- Raka spåret Arthur Österwall text Arthur Österwall, Seymour Österwall och Miff Görling, sång Elof Ahrle
- Sjungom studentens lyckliga dag kompositör Prins Gustaf, text Herman Sätherberg
- Jag tror, jag ser kompositör Mac Morris, text Sigvard Wallbeck-Hallgren, sång Elof Ahrle
- Du gamla, du fria, text Richard Dybeck